# Domnia
Domnia (în engleză Reign) este un serial televizat american, o dramă romantică și istorică ce urmărește viața reginei Maria I a Scoției. Serialul, creat de Stephanie SenGupta și Laurie McCarthy a avut premiera pe 17 octombrie 2013 pe The CW Television Network și s-a încheiat după patru sezoane, în 16 iunie 2017. Actorii principali sunt de origine nord-americană, australiană, neo-zeelandeză și britanică.

### Prezentarea generală a serialului
Serialul urmărește parcursul Mariei, regina Scoției. Primul sezon debutează în 1557, cu Maria trăind la curtea franceză și așteptându-și mariajul cu prințul  Francis, cu care a fost logodită încă de când aveau 6 ani. Maria trebuie să se lupte cu schimbarea politicilor și jocurile de putere, dar și cu sentimentele sale care înfloresc pentru Francis și atracțiile pentru fratele lui jumătate bastard, Bash. Mama lui Francis, Caterina de' Medici, încearcă, în secret, să prevină mariajul, urmând predicile lui Nostradamus, conform cărora nunta îl va duce pe Francis la moarte. Serialul urmărește, de asemenea, aventurile domnișoarelor de onoare ale Mariei, Kenna, Aylee, Lola și Greer, care își caută, și ele, soți la curtea franceză.
Cel de-al doilea sezon începe după moarte regelui Henric al II-lea al Franței și urmărește ascensiunea lui Francis și a Mariei ca rege și regină ai Franței și ai Scoției. Împreună, ei trebuie să își împartă rolurile de monarhi cu rolurile de soț și soție și să se confrunte cu revolta religioasă dintre catolici și protestanți⁠(d), precum și cu ambițiile Casei de Bourbon pentru tronul Franței.
Al treilea sezon urmărește sănătatea în declin a lui Francis și drumul spre moarte prezentat pe întreg parcursul sezonului, lăsând-o pe Maria văduvă. Aceasta trebuie să se chinuie să își găsească o nouă bază, din moment ce nu mai e legată de Franța ca regină a ei. Fratele lui Francis, Charles, este încoronat ca rege, cu Ecaterina ca regent. Al treilea sezon introduce totodată curtea regală a reginei Elisabeta I a Angliei, care complotează împotriva Mariei, ferindu-se de perspectiva maritală, trăind o aventură cu Robert Dudley.
Cel de-al patrulea sezon, adică sezonul final, o prezintă pe Maria întorcându-se în Scoția și încercând să recâștige puterea în ținutul său natal. Aceasta trebuie să se descurce cu aliații săi, dar și cu fratele ei bastard James și cu mult prea deschisul Lord Bothwell. Pe lângă aceștia, ea trebuie să se confrunte cu inamicii săi, cum ar fi predicatorul protestant John Knox. Tensiunile dintre Maria și Elisabeta cresc când Maria se căsătorește cu Lord Darnley, un catolic englez care aspiră să revendice tronul Angliei. În Franța, Ecaterina trebuie să-și protejeze fiul, pe Charles, de ambițiile celeilalte fiice ale sale, Elisabeta de Valois.

### Personaje
Adelaide Kane⁠(d) în rolul Mariei, regina Scoției
Megan Follows în rolul Caterinei de' Medici
Celina Sinden în rolul  lui Greer de Kinross
Toby Regbo în rolul lui Francis al II-le al Franței
Torrance Coombs în rolul lui Sebastian "Bash" de Poitiers 
Anna Popplewell în rolul lui lady Lola
Caitlin Stasey în rolul lui lady Kenna 
Alan van Sprang în rolul lui Henri al II-lea al Franței
Jenessa Grant în rolul lui lady Aylee 
Jonathan Keltz în rolul lui Leith Bayard 
Craig Parker în rolul lui Stéphane Narcisse 
Rose Williams în rolul lui Claude of France 
Sean Teale în rolul lui Louis, Prinț de Condé
Rachel Skarsten în rolul Elisabetei I a Angliei
Ben Geurens în rolul lui Gideon Blackburn 
Charlie Carrick în rolul lui Robert Dudley 
Spencer MacPherson în rolul lui Carol al IX-lea al Franței
Dan Jeannotte în rolul lui James Stewart 
Jonathan Goad în rolul lui John Knox
Will Kemp în rolul lui Darnley
1. ↑  Fernsehserien.de, accesat în 10 iunie 2020